# Condado de Grand Isle
El condado de Grand Isle (en inglés: Grand Isle County), fundado en 1777, es uno de los catorce condados del estado estadounidense de Vermont. En el 2010 el condado tenía una población de 6970 habitantes en una densidad poblacional de 32,42 hab/km². La sede del condado es North Hero.

## Geografía
Según la Oficina del Censo, el condado tiene un área total de 505 km² (195 mi²), de la cual 215 km² (83,0 mi²) es tierra y 290 km² (112 mi²) (57.56%) es agua.

### Condados adyacentes
- Condado de Grand Isle - este
- Condado de Chittenden - sur
- Condado de Clinton - oeste
- Municipio regional de condado de Le Haut-Richelieu (Quebec) - norte

## Demografía
En el 2000 la renta per cápita promedia del condado era de $43,033, y el ingreso promedio para una familia era de $48,878. En 2000 los hombres tenían un ingreso per cápita de $35,539 versus $26,278 para las mujeres. El ingreso per cápita para el condado era de $22,207. Alrededor del 7.60% de la población estaba bajo el umbral de pobreza nacional.

## Localidades

### Pueblos
Alburgh |
Grand Isle |
Isle La Motte |
North Hero |
South Hero 

### Villa
Alburgh 